# Shō Tai
Shō Tai (尚泰), né le 3 août 1843 à Shuri et mort le 19 août 1901 à Tokyo, est le dernier souverain du royaume de Ryūkyū du 8 juin 1848 au 10 octobre 1872, puis le chef du domaine de Ryūkyū jusqu'au 11 mars 1879. 
Son règne voit une considérable augmentation des rencontres avec des voyageurs venant de l'étranger, notamment d'Europe et des États-Unis, ainsi que la fin définitive du royaume et son annexion par le Japon en tant que domaine de Ryūkyū (plus tard préfecture d'Okinawa).
En 1879, le roi déposé est contraint de s'installer à Tokyo. En compensation, il est fait marquis dans le système de pairie kazoku.

## Biographie

### Début de règne
Shō Tai devient roi de Ryūkyū à l'âge de six ans et règne pendant presque 31 ans. Les développements qui accompagnent les pressions exercées par les puissances occidentales pour ouvrir le royaume aux échanges, les relations formelles et la libre allée et venue et l'installation des Occidentaux dans les îles Ryūkyū dominent les deux premières décennies de son règne.
Alors que les Occidentaux viennent dans les Ryūkyū depuis plusieurs décennies avant l'accession de Shō Tai en 1848, et sont presque toujours accueillis chaleureusement et fournis en approvisionnements, il faut attendre les années 1850 pour qu'une politique formelle autorise et encourage le commerce et les relations avec les Européens et les Américains. Le commodore Matthieu Calbraith Perry fait escale au port de Naha à plusieurs reprises, avant et immédiatement après son fameux débarquement au port d'Uraga en 1853. Le commodore n'est cependant jamais autorisé à rencontrer le jeune roi en dépit de ses demandes et de sa marche forcée et de son entrée au château de Shuri. Il rencontre cependant le régent royal et d'autres hauts fonctionnaires du gouvernement royal, ce qui aboutit finalement au Lew Chew Compact en 1854 ainsi que d'autres accords en quelque sorte parallèles au traité de Kanagawa signé la même année par représentants du shogunat Tokugawa et qui marquent l'« ouverture » de Ryūkyū au commerce et aux relations avec les États-Unis. Le commerce et les relations avec les autres puissances occidentales suivent bientôt, soutenus par Shimazu Nariakira, daimyo du domaine de Satsuma, qui voit dans ce processus l'occasion d'acquérir richesse et pouvoir. Les relations avec la France sont particulièrement fortes et une mission française est créée à Naha qui, en 1857, fournit officiellement un certain nombre d'éléments d'artillerie de campagne à Shō Tai.
Nariakira meurt subitement en 1858 et son demi-frère Shimazu Hisamitsu lui succède. Shō Tai est obligé de lui jurer formellement de nouveau le serment de fidélité au clan Shimazu que lui et ses ancêtres ont respecté depuis 1611. Hisamitsu infirme les politiques de son demi-frère concernant les interactions de Ryūkyū avec l'Occident L'opposition radicale à l'influence étrangère (voir Sonnō jōi) de Satsuma est une force motrice dans les événements de la décennie suivante au Japon.
Il faut attendre 1864, alors que Shō Tai est sur le trône depuis seize ans pour que les missions habituelles soient envoyées en Chine pour demander formellement l'investiture de la cour impériale chinoise. Des représentants chinois se rendent à Ryūkyū deux ans plus tard, accordant officiellement au nom de l'empereur Tongzhi la reconnaissance de l'autorité du roi Shō Tai.

### Restauration de Meiji
À la suite de la restauration de Meiji de 1868 et de l'abolition du système han trois ans plus tard, la relation entre le royaume de l'ancien domaine de Satsuma (maintenant préfecture de Kagoshima) et le nouveau gouvernement central japonais à Tokyo n'est pas claire et sujette à controverses entre les différentes factions du gouvernement central. Shō Tai, ses conseillers ou ses fonctionnaires ne sont jamais consultés pour donner leur avis, leur accord ou même faire part de leurs opinions.
Dans le même temps, en 1871, se produit un incident au cours duquel un navire des îles Ryūkyū fait naufrage sur la côte de Taiwan et son équipage est tué par les indigènes locaux. Satsuma fait pression sur Shō Tai pour qu'il envoie une requête officielle à Tokyo, demandant réparation. L'événement se développe en incident diplomatique et entraîne finalement l'envoi d'une armée japonaise, épisode connu sous le nom « expédition de Taïwan de 1874 ». Pour aider à résoudre ce problème et d'autres concernant la relation entre Ryūkyū et le Japon, il est conseillé à Shō Tai de se rendre à Tokyo et de présenter formellement ses respects à l'empereur Meiji, reconnaissant dans le même temps sa subordination (et donc celle de son royaume) à l'empereur du Japon. Shō Tai refuse et envoie le prince Ie, son oncle, et Ginowan Ueekata, l'un des principaux ministres du royaume, à sa place, affirmant que la maladie l'empêche de faire le voyage lui-même. À Tokyo, les envoyés reçoivent, au nom de leur roi, une proclamation déclarant que le royaume est maintenant un « Ryūkyū han », c'est un domaine féodal sous l'autorité de l'empereur japonais, comparable à ceux abolis l'année précédente au Japon. Ce nouvel arrangement signifie la fin de la subordination vis-à-vis de Satsuma, mais entraîne aussi l'incorporation dans le Japon et la subordination au gouvernement impérial à Tokyo.
Deux missions emmenées par Matsuda Michiyuki, secrétaire en chef du ministère des affaires intérieures, en 1875 et 1879, visent à réorganiser la structure administrative de Ryūkyū. Shō Tai et plusieurs de ses principaux ministres se voient accorder une place au sein des rangs officiels de la Cour impériale japonaise et le roi reçoit l'ordre de comparaître en personne à Tokyo. De nouveau, il fait valoir qu'il est malade et le prince Nakijin conduit un petit groupe de fonctionnaires pour exprimer à sa place la gratitude du nouveau « domaine ». Cependant, l'intransigeance du roi à refuser de venir à Tokyo et la continuation de relations étrangères directes avec la Chine est un sujet de grande préoccupation pour la nouvelle direction de Meiji, aussi le ministre de l'intérieur Ito Hirobumi élabore-t-il des plans en 1878 pour mettre fin au statut autonome et semi-ambigu du domaine.
En mai 1877, Le capitaine de vaisseau Henri Rieunier,commandant le croiseur français le Laclocheterie se rend avec son état-major, au palais de l'Ô-Sama (roi Sho-Taï), à Tsouri, en mission diplomatique dans le petit royaume tropical des îles Ryükyü.

### Abdication et exil

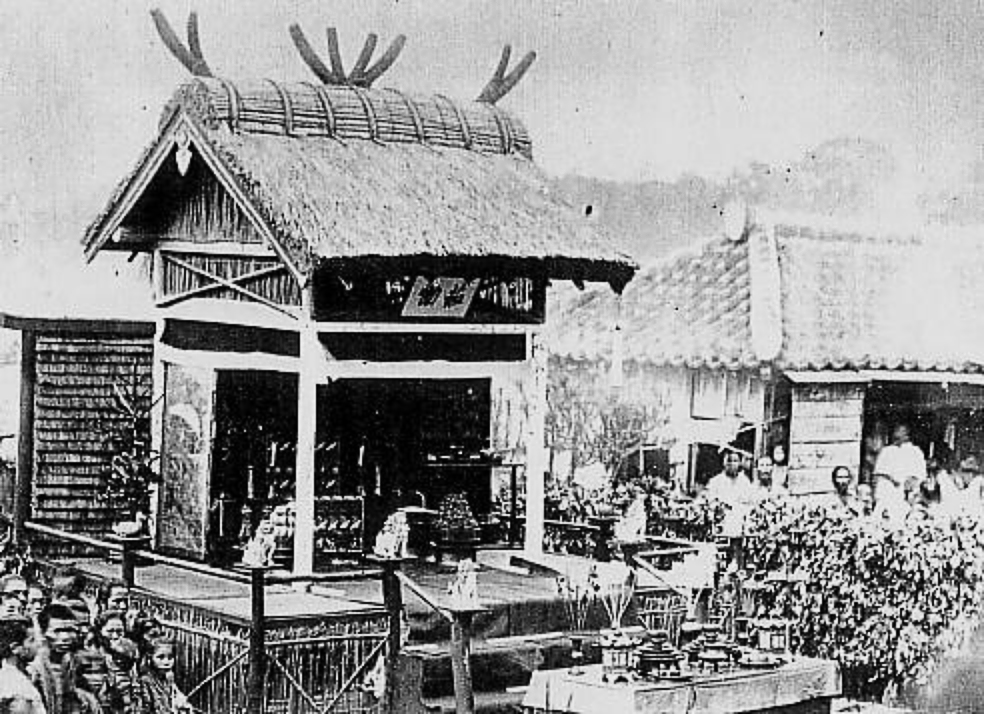
Funérailles du marquis Shō Tai

Le 11 mars 1879, Shō Tai abdique formellement sur ordre de Tokyo qui abolit le Ryūkyū han et créé la préfecture d'Okinawa avec des fonctionnaires nommés depuis Tokyo pour administrer les îles. L'ancien roi est contraint de quitter son palais le 30 mars suivant et de s'installer à Tokyo, ce qu'il fait après quelques retards dus à la maladie et sa supposée incapacité à voyager. Il quitte finalement Okinawa le 27 mai et arrive à Yokohama le 8 juin, d'où il part pour Tokyo avec son entourage de 96 courtisans.
Après une rencontre avec l'empereur Meiji le 17 juin, Shō Tai est introduit dans le système de pairie kazoku nouvellement créé avec le titre de marquis (侯爵, kōshaku). Il ne retourne à Okinawa qu'une seule fois, en 1884, pour rendre formellement hommage à ses ancêtres au Tamaudun, le mausolée royal situé à Shuri.
Li Hongzhang, le vice-roi chinois proteste contre l'annexion de l'ancien royaume et tente de rouvrir la question de la souveraineté de Ryūkyū, en abordant le sujet avec l'ancien président américain Ulysse S. Grant et les fonctionnaires à Tokyo, mais sans succès.
Ōkubo Toshimichi, homme d'État de Tokyo, suggère en 1875 que si le marquis Shō Tai était fait gouverneur héréditaire d'Okinawa, cela serait utile pour calmer les éléments anti-japonais à Okinawa et aiderait la préfecture à mieux s'assimiler à la Nation. À Okinawa, un important mouvement appelé le Kōdō-kai (en) 
fait les mêmes propositions quelques années plus tard mais l'idée est finalement rejetée par Tokyo car elle représenterait un échec de l'administration actuelle et pourrait relancer les questions sur la souveraineté des îles.
Bien que marquis à présent, beaucoup des mêmes formalités et des rituels appropriés pour le roi des îles Ryūkyū continuent à être accomplis pour Shō Tai. Il pénètre les cercles de l'élite de Tokyo et devient engagés dans les affaires. Des intérêts liés à la famille Shō tentent de développer une opération d'extraction de cuivre sur Okinawa en 1887, mais avec peu de succès. Les chefs d'entreprise du marquis réussissent cependant à créer une société basée à Osaka appelée Maruichi Shōten, qui traite des produits indigènes d'Okinawa, les vend à Osaka et les distribue à travers le pays.
Décédé en 1901 à l'âge de 58 ans, Shō Tai est enseveli dans le  mausolée royal à Shuri. Sa famille observe les rituels traditionnels ryukyuans de deuil pendant deux ans, après quoi elle abandonne le costume traditionnel, les rituels, la langue de la cour et les modes de vie pour adopter ceux du reste de l'aristocratie japonaise kazoku

## Source de la traduction
- (en) Cet article est partiellement ou en totalité issu de l’article de Wikipédia en anglais intitulé « Shō Tai » (voir la liste des auteurs).